# Fachwerkkotten Oberdreispringen

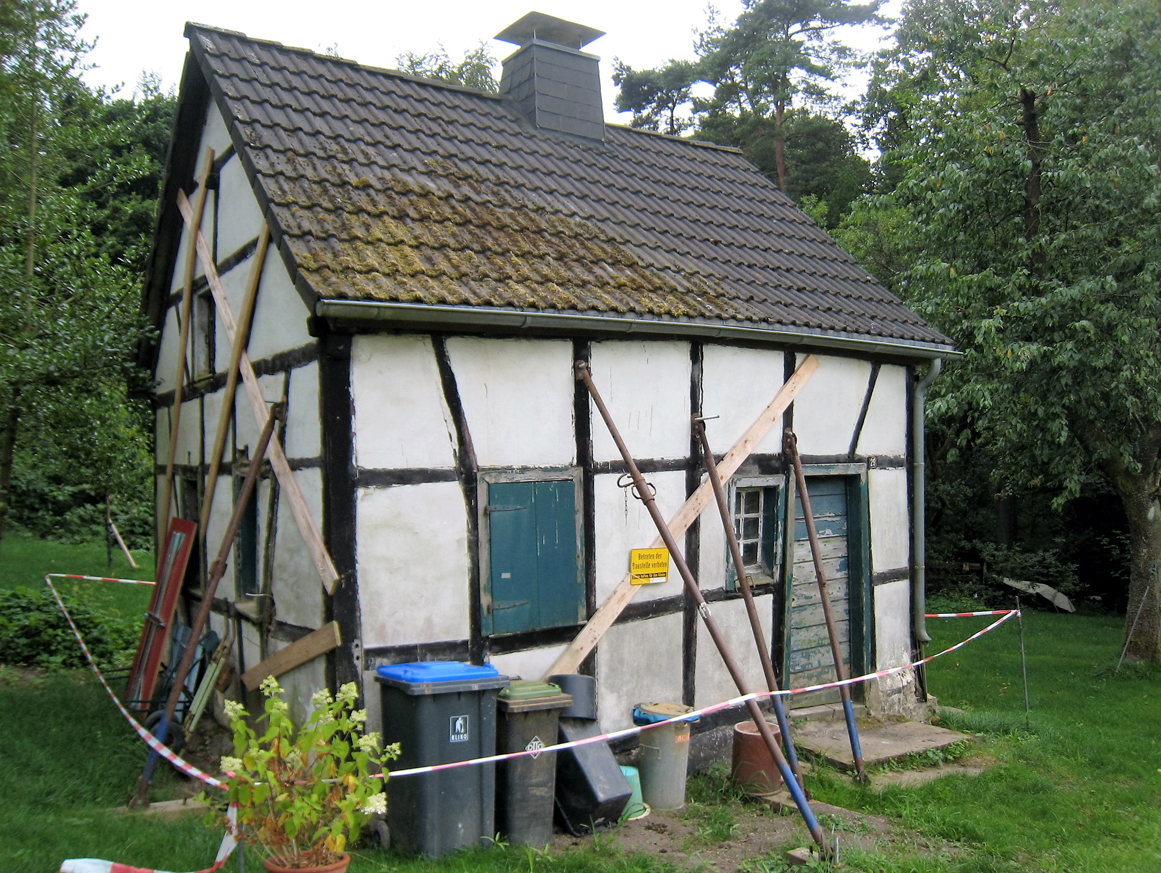
Fachwerkkotten in Oberdreispringen 2016

Der Fachwerkkotten Oberdreispringen ist das alte Wohnhaus einer Bergarbeiterfamilie. Es steht in Bergisch Gladbach im Stadtteil Bärbroich, Oberdreispringen 29. Gebaut wurde es um 1880–1890. Zu dieser Zeit war die unmittelbar benachbarte Grube Berzelius gerade erst etwa 30 Jahre voll in Betrieb, wie die anderen Gruben im Bensberger Erzrevier auch. Der Mann war dort als Oberhauer beschäftigt.

## Baubeschreibung
Bei dem kleinen Kotten handelt sich um ein Fachwerkhaus mit Satteldach, Sprossenfenstern und einer Eingangstür aus Holz. An den Fenstern sind teilweise Schlagläden. Der untere Raum war Stube und Küche zugleich. Er hat einen Holzdielenboden und eine Kölner Decke. Eine Holzstiege führt in den Schlafraum im Dachgeschoss.

## Baudenkmal
Der Fachwerkkotten ist als Denkmal Nr. 184 in die Liste der Baudenkmäler in Bergisch Gladbach eingetragen. Die Eintragung erfolgte, weil es sich um eines der letzten, gut erhaltenen Relikte im Bergbaugebiet von Bergisch Gladbach handelt, das von den Wohn- und Arbeitsverhältnissen der einfachen Bergleute zeugt. Das angrenzende Grubenfeld der Grube Berzelius ist unter Nr. 22 in die Liste der Bodendenkmäler in Bergisch Gladbach eingetragen.